# Ida Lapidius
Ester Ida Lapidius, född 7 april 1889 i Grodno, Kejsardömet Ryssland, död okänt år, var en svensk målare.
Lapidius studerade konst i Stockholm 1926–1927 och vid Blombergs målarskola i Stockholm 1928–1930 samt i Paris. Hon medverkade i utställningar med Föreningen Svenska Konstnärinnor på ett flertal platser i Sverige och med Sveriges allmänna konstförening. 